# علامة كليم
علامة كليم (بالإنجليزية: Klemm's sign)‏ وتُعرف باسم علامة الوسادة الهوائية (بالإنجليزية: Air cushion sign)‏ هي علامة طبية تدل على التهاب الزائدة الدودية المزمن.